# 蒙费拉托
蒙费拉托（義大利語：Monferrato）是義大利的一個地區，位於義大利北部皮埃蒙特。其範圍包括了阿斯蒂省和亞歷山德里亞省，中心城市是阿斯蒂。在中世紀，這裡曾屬蒙费拉托侯國，但在1708年被薩伏依公國佔領。蒙费拉托位於丘陵地帶，是義大利著名的葡萄酒產地。2014年，蒙费拉托因其葡萄酒產業而被列入世界文化遺產。

## 历史

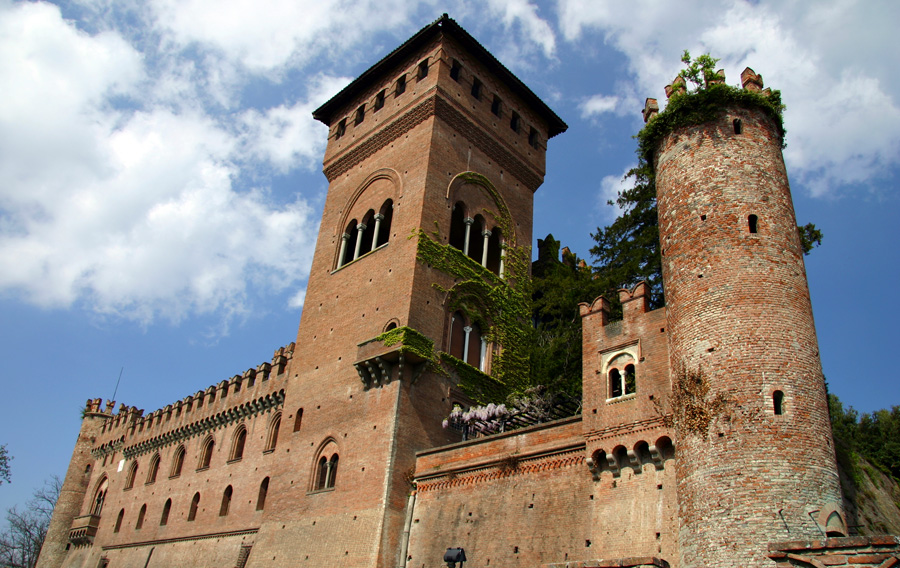
位於加比亞諾的古堡。

在公元961年，它是神圣罗马帝国巴勒莫统治下的一个管辖区，正在经历从伊夫雷亚贝伦加尔到德国奥托一世的统治过渡期。其侯爵和家属与法国王室及罗马帝国关系密切。家庭许多成员频繁加入十字军东征，并与耶路撒冷、科穆宁王朝、安格卢斯、拜占庭王室联姻。
蒙费拉托曾被西班牙控制（公元1533-1536）；不久就被曼图亚的贡扎加公爵所统治（1536-1708）。在1574年，神聖罗马帝国的马克西米兰二世，将蒙费拉托晋封为公爵直辖领地。曼图亚战争（1628-1631）胜利后，一部分被归属于萨沃伊公爵领地， 其余的在1708年归属于萨伏依，为罗马帝国利奥波德一世所有，成为贡萨加版图的一部分。贡萨加王室的下一继承人将西里西亚的泰申公爵领地归还给他们。

## 名字来源
关于地名来源，有多种解释和猜想，但是无一能被确认，比如：
- 来源于”蒙特“和“拉特”，小麦的一种。
- 来源于拉丁文"Mons ferax"，意謂蒙特富饶。
- 和罗马人作战中遗留下来的铁有关，"Mons ferratus"。

最后一个说法起源于蒙费拉托的巴勒莫的一个传说，他们带有传奇色彩的行军创始人，想要给一匹马钉马蹄铁，找不到锥子，就用一块砖头（“MUN”是当地的发音），随后这匹马就有了马蹄铁（与“fra”谐音），因此“MUNFRA”的名字就被叫成了Monferrato。

## 地理
蒙费拉托地區是由塔納羅河分開成兩個部分：
- 下蒙费拉托（Basso Monferrato）：塔納羅河北部，主要是平原地區，其海拔整體不高於400米。
- 上蒙费拉托（Alto Monferrato）：塔納羅河南部，延伸到利古里亞大區。

## 经济

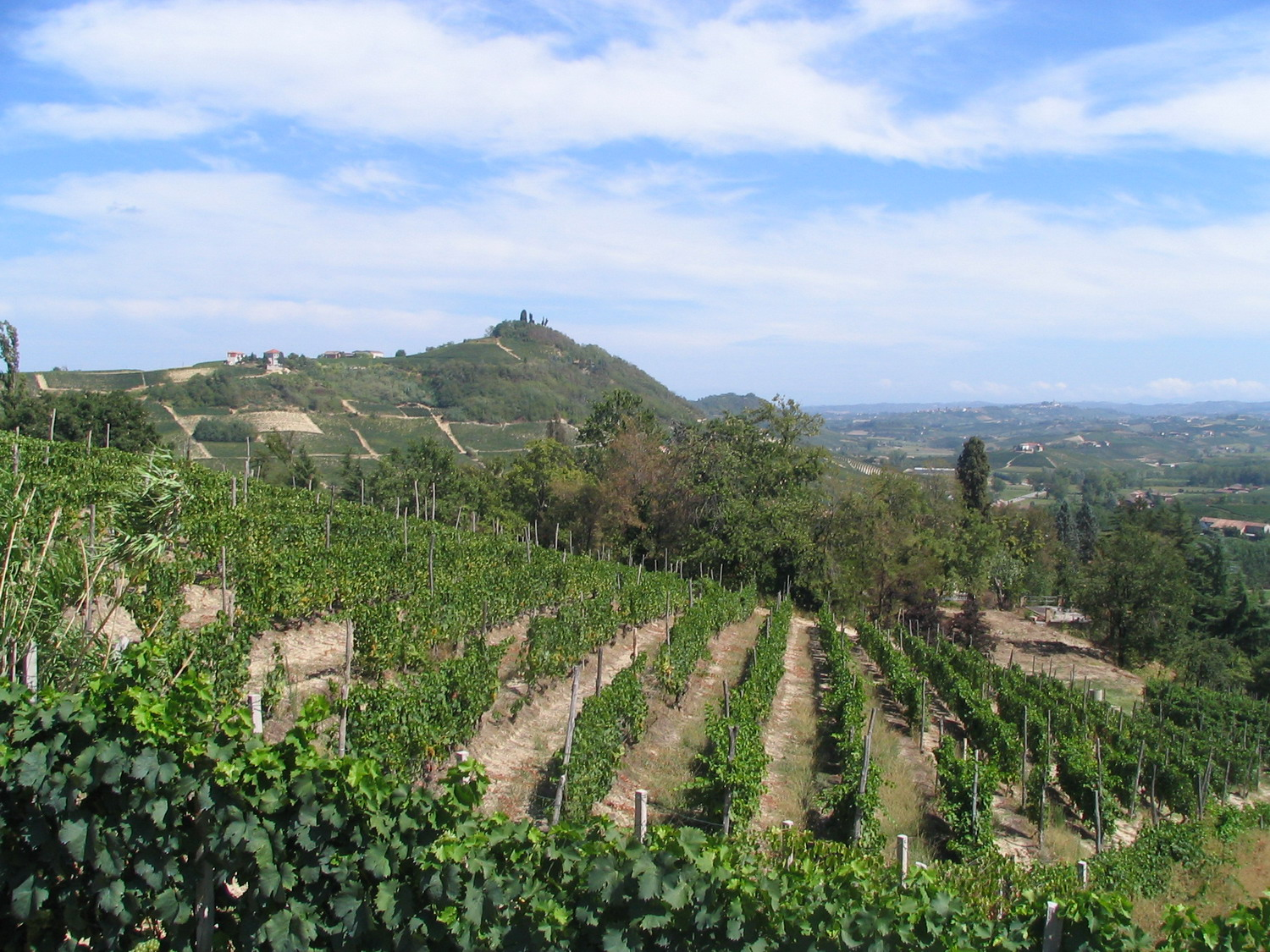
蒙费拉托葡萄園。

蒙费拉托是世界知名葡萄酒产地之一，尤其是其红葡萄酒和含汽葡萄酒。这里气候干燥，冬冷夏炎，特殊的水文地质土壤，对于种植葡萄非常有利。在这些葡萄酒中（DOC和DOCG），最著名的有：
- Barbera d'Asti
- Asti spumante
- Moscato d'Asti
- Cortese
- Malvasia
- Grignolino

蒙费拉托和阿尔瓦的松露也享有盛名，并为此有定期集市。

## 外部連結
- Monferrato.net （页面存档备份，存于）